# Citrus Heights
Citrus Heights je město ve Spojených státech amerických. Nachází se v okrese Sacramento County ve státě Kalifornie. Ve městě žije  obyvatel a jeho rozloha činí . Město bylo založeno roku 1997. Je 93. nejlidnatějším městem v Kalifornii. Ve městě se nachází obchodní centrum Sunrise Mall.